# Teofilo Gallaccini
Teofilo Gallaccini, né à Sienne le 22 septembre 1564 et mort le 27 avril 1641  est un érudit, humaniste et théoricien de l'architecture italien.

## Biographie
Teofilo Gallaccini naquit en 1564 à Sienne, d’une famille noble, mais déchue de son antique splendeur. Après avoir achevé ses humanités sous les jésuites, il fréquenta les cours de l’université de sa ville natale, et y reçut en 1583 le laurier doctoral dans les facultés de philosophie et de médecine. Désirant perfectionner ses connaissances médicales, il suivit la visite des médecins à l’hôpital della Scala et le cours d’anatomie à l’amphithéâtre. En 1590, il se rendit à Rome, où il se livra d’abord exclusivement à la théorie de la science qu’il se proposait d’exercer un jour. Il venait de rédiger un traité d’anatomie, et il avait enrichi de notes celui de Juan Valverde de Amusco, lorsque, entrainé par son génie, il renonça tout d’un coup à la médecine et à la philosophie pour étudier les mathématiques. Dans cette nouvelle carrière il fit des progrès si rapides qu’il se trouva bientôt en état de composer des traités de géométrie, d’astronomie, d’architecture et de fortification dont Giovanni Antonio Pecci, son biographe, parle comme d’autant de chefs-d’œuvre. En même temps qu’il se livrait à sa passion pour les mathématiques, il étudiait l’histoire et les antiquités et cultivait avec succès les arts du dessin. De retour à Sienne en 1602, le premier soin de Gallaccini fut de se faire agréger aux Académies des Intronati et des Filomati. Dans les assemblées publiques de ces deux compagnies, il lut une foule de dissertations, de mémoires, de comédies, des vers grecques et latins et italiens, sans pouvoir parvenir à fixer l’attention de ses compatriotes ; il fut enfin nommé en 1621 professeur de mathématiques à l’université. Il remplit cette chaire pendant vingt ans de la manière la plus brillante, et mourut le 27 avril 1641 dans un âge avancé, mais sans avoir éprouvé les infirmités de la vieillesse. Tous ses ouvrages étaient restés manuscrits ; Pecci en possédait quelques-uns, mais il n’en donne pas une idée assez exacte pour qu’on puisse en parler d’après lui. Il dit qu’il avait vu dans les mains du baron Philipp von Stosch, à son passage à Sienne, un recueil précieux d’inscriptions antiques formé par Gallaccini pendant son séjour à Rome. Le seul ouvrage que l’on ait de notre auteur suffit pour lui mériter une réputation durable. Il est intitulé : Degli errori degli architetti. Cet ouvrage était terminé dès 1621, puisqu’il fut présenté cette même année au pape Urbain VIII par un de ses camériers. Dès lors il est inconcevable qu’il soit resté si longtemps inconnu. Ce n’est que plus de cent vingt ans après la mort de l’auteur qu’il a été publié à Venise, en 1767. C’est un petit in-folio assez mince, orné de figures, auquel on doit joindre les Osservazioni d’Antonio Visentini, imprimées également à Venise en 1771. L’ouvrage de Gallaccini est précédé de sa Vie par Pecci, où l’on a puisé pour rédiger cet article. L’auteur y passe en revue les monuments les plus célèbres de l’architecture, et en indique les défauts avec une sûreté de goût extraordinaire. Le P. Guglielmo Della Valle a fait l’éloge de Gallaccini dans les Lettere sanesi, t. 2, p. 27, et a donné l’analyse de ouvrage, t. 3, p. 459.